# Теодор Рузвелт-младши
Теодор Рузвелт-младши или Теодор Рузвелт II (на английски език – Theodore Roosevelt, Jr.) е американски политически и бизнес лидер, лауреат на „Медал на честта“, бригаден генерал от Армията на САЩ, участвал в Първата и Втора световни войни, най-възрастния син на президента Теодор Рузвелт.
В цивилния живот Рузвелт работи като помощник секретар на ВМС на САЩ, губернатор на Пуерто Рико (1929 – 1932), генерал-губернатор на Филипините (1932 – 1933), председател на Управителния съвет на Дружеството American Express, и заместник-председател на книгоиздателството „Doubleday“.

## Биография

### Детство
„Теди“, както е наричан в детството, е син на президента Теодор Рузвелт. Роден е в семейното имение Ойстер Бей Коув, Ню Йорк, когато баща му тъкмо започва блестящата си политическа кариера. Има трима братя: Арчибалд („Арчи“), Куентин и Кермит, сестра Етел и полусестра Алис.
Когато Теодор е още дете, баща му очаква повече от него, отколкото от неговите братя и сестри. Подобно на повечето деца, развитието на Теди е значително повлияно от неговия баща. По-късно в свои спомени, той ще опише някои от тези детски спомени в поредица от статии, написани за вестниците по време на Първата световна война. Един ден, когато той е на около девет години, Рузвелт-старши дава ловна пушка на Теди. Силно развълнуван и искайки да провери как и дали работи, той инцидентно възпроизвежда изстрел, който се забива под покрива, за което никога не казва на баща си.
В статия Теодор-младши си спомня първото си посещение в столицата Вашингтон, когато баща му е на държавна служба, работейки като комисар.

### Образование
За разлика от своя малък брат Куентин, който подобно на баща си е естествено надарен интелектуално и учи в Харвард, образованието не се удава много на Тед. Преди да отиде в колеж, Рузвелт-младши се двоуми дали да се запише да учи във военно училище. Въпреки трудностите, той завършва Харвард през 1908 година, когато става член на „Порцелановия клуб“ като баща си. След дипломирането си в колежа, той влиза в света на бизнеса. Получава управителни позиции в бизнеса със стомана и килими, преди да се превърне в браншов мениджър на известна инвестиционна банка. Той има усет към бизнеса и натрупва значително богатство в годините до Първата световна война.